# Сігвард Ерікссон
Сігвард Ерікссон (швед. John Sigvard "Sigge" Ericsson; нар. 17 липня 1930, Аланасет, комуна Бреке, Ємтланд, Швеція — пом. 2 листопада 2019) — шведський ковзаняр, олімпійський чемпіон і срібний призер Олімпійських ігор 1956 року, чемпіон світу в класичному багатоборстві (1955), чемпіон Європи (1955) і призер чемпіонатів Європи в класичному багатоборстві.

## Життєпис
Сігвард Ерікссон народився у місті Аланасет, лен Ємтланд, Швеція. Професійно тренувався на базі клубу «IF Castor», Естерсунд. Багаторазовий призер шведських юнацьких, регіональних, національних та міжнародних змагань (Internationaler Wettkampf, NLM, Wettkämpfe Im Rahmen Des CM и т.п.).

### Результати
Ерікссон почав брати участь в міжнародних змаганнях з 1951 року.
На Олімпійських іграх 1952 він був заявлений для участі в забігах на 1 500, 5 000 та 10 000 м, але нагород не виборов.
Першу нагороду на міжнародних змаганнях Сігвард Ерікссон здобув на чемпіонаті Європи в класичному багатоборстві 1954 року, зайнявши третє місце. Наступного року чемпіонат Європи проходив у Фалуні, і Ерікссон на очах співвітчизників святкував перемогу в багатоборстві.
Золотою медаллю завершився виступ Ерікссона на чемпіонаті світу в класичному багатоборстві 1955 року в Москві. За результатами виступів 19—20 лютого на стадіоні Крилатське з підсумковим результатом 194.997 він став переможцем змагань, обігнавши суперників із СРСР (Гончаренко Олег, 195.832 — 2-е місце) та (Шилков Борис, 195.858 — 3-є місце).
Найбільшого успіху за свою кар'єру Ерікссон досяг на зимових Олімпійських іграх 1956 року. Він був заявлений для участі в забігах на 500, 1 500, 5 000 та 10 000 м. 29 січня 1956 року на природному озері Місуріна в забігові на 5000 м м він фінішував другим з результатом 7:56.7. При цьому поступився першістю суперникові з СРСР (Борис Шилков, 7:48.7 OR — 1-е місце), але обігнав іншого радянського ковзаняра (Гончаренко Олег, 7:57.5 — 3-є місце).
Наступну медаль на цих Олімпійських іграх Ерікссон здобув під час забігу на 10 000 м. 31 січня 1956 року на озері Місуріна Ерікссон встановив олімпійський рекорд часу 16:35.9 OR та виборов золото змагання. Він обігнав суперників з Норвегії (Кнут Йоганнесен, 16:36.9 — 2-е місце) та СРСР (Гончаренко Олег, 16:42.3 — 3-є місце).
Пізніше того ж року Ерікссон зайняв третє місце на чемпіонаті Європи в класичному багатоборстві.

### особисті досягнення
| забіг    | дата           | результат | місце             |
| -------- | -------------- | --------- | ----------------- |
| 500 м    | 2 січня 1956   | 44.00     | Естерсунд, Швеція |
| 1500 м   | 26 січня 1956  | 2.11.00   | Місуріна, Італія  |
| 3000 м   | 6 березня 1956 | 4.45,30   | Бурленге, Швеція  |
| 5000 м   | 26 січня 1956  | 7.56,70   | Місуріна, Італія  |
| 10 000 м | 26 січня 1956  | 16.36,90  | Місуріна, Італія  |